# Kurvenradius

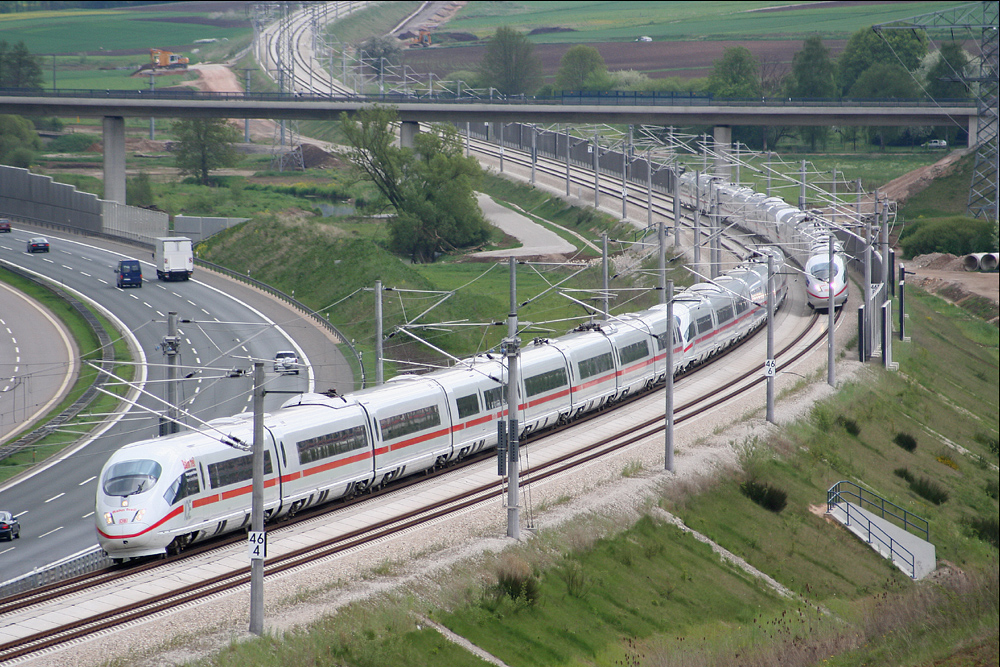
Zwei ICE 3 fahren parallel auf der mit 300 km/h befahrbaren Schnellfahrstrecke Nürnberg–Ingolstadt. Die beiden im Bild zu sehenden Kurven ermöglichen mit ihrem Radius von 4085 m bei einer Überhöhung von 160 mm, diese Geschwindigkeit zu fahren. Dazwischen sind zwei je rund 500 m lange Übergangsbögen angeordnet, die durch eine rund 120 m lange Gerade verbunden sind. Die Verkehrswegebündelung zwischen Eisenbahn und der ungleich enger trassierten Autobahn muss in diesem Bereich aufgegeben werden.

Der Kurvenradius oder Radius einer Kurve, bei den Bahnen auch Bogenhalbmesser oder Krümmungshalbmesser genannt, ist ein wichtiger Parameter für die in einem Bogen zulässige Geschwindigkeit auf einem Straßen- oder Schienenweg. Bei engen Kurvenradien ist die Zentripetalkraft höher, weshalb für höhere Geschwindigkeiten eine Trassierung mit weiteren Kurven nötig ist.
Dies bringt jedoch erhöhte Schwierigkeiten bei der Anpassung der Trasse an das Gelände mit sich, insbesondere bei Bahnstrecken. Wenn die höchstzulässige Krümmung der Bahn- oder Straßentrasse merklich unter jener der Höhenlinien des Geländes bleibt, entstehen erhöhte Kosten für den Bau von Einschnitten und Dämmen.
Seit etwa 100 Jahren trassiert man Verkehrswege so, dass die geraden Stücke nicht unmittelbar in die Kurven übergehen, sondern Übergangsbögen dazwischen angeordnet werden. Als solche werden vielfach Klothoiden verwendet, sodass der Kehrwert des Kurvenradius, mit 0 beginnend, linear zunimmt. Dies entspricht bei einem Kraftfahrzeug einem gleichförmig zunehmenden Lenkeinschlag.
Zu einem bestimmten Kurvenradius {\displaystyle r} und der Geschwindigkeit {\displaystyle v} gehört auch eine geeignete Überhöhung der Kurve, um ausreichende Schräglage und Haftreibung der Fahrzeuge sicherzustellen. Auch diese Überhöhung muss von 0 (in der Geraden) auf den aktuellen Wert im Kurvenscheitel in einem geeigneten Ausmaß zunehmen, um eine gute Fahrdynamik zu gewährleisten. Auch für diese Zunahme wird im Straßenbau die Klothoide verwendet, für Eisenbahnlinien hingegen die kubische Parabel.

## Schienenverkehr
Im Schienenverkehr reicht das Spektrum typischer Radien von etwa 30 Metern (bei Straßenbahnen) bis zu einigen tausend Metern (beispielsweise bei Neubaustrecken des Hochgeschwindigkeitsverkehrs). Eine Kurve wird im Grenzfall zur Geraden, wenn man ihren Radius endlos wachsen lässt.
Für die Straßenbahn Lissabon mit 900 mm Schmalspur wird ein kleinster Radius von 9 m angegeben.
Als kleinste Kurvenradien für normalspurige (1435 mm) Straßenbahnen werden für Graz 17,5 m und für Wien 20 m, ausnahmsweise 18 m angegeben. Auch die Straßenbahn München hat und hatte enge Kurvenradien, darunter von 1908 bis 2012 am Pasinger Marienplatz mit 14 m. Die U-Bahn Wien hat an der U2 100 m Minimalradius (Schottentor–Rathaus).
Lokale Gebirgsbahnen haben minimale Kurvenradien von etwa 50 bis 100 Meter (z. B. Berninabahn 45 m, Wengernalpbahn 60 m), bei überregionaler Bedeutung mit höherer Ausbaugeschwindigkeit etwa 200 m (z. B. Semmeringbahn 190 m).
In Deutschland wurde mit der Neufassung der Eisenbahn-Bau- und Betriebsordnung 1967 eine neue Formel zur Berechnung der zulässigen Fahrgeschwindigkeit von Zügen in Gleisbögen eingeführt:
{\displaystyle v={\sqrt {{\frac {R}{11{,}8}}\cdot (u+u_{\mathrm {f} })}}}
mit
{\displaystyle v=} Geschwindigkeit in km/h,
{\displaystyle R=} Bogenhalbmesser in m,
{\displaystyle u=} Überhöhung in mm,
{\displaystyle u_{\mathrm {f} }=} Überhöhungsfehlbetrag in mm,
{\displaystyle 11{,}8=1{,}05\cdot {\frac {1}{3{,}6^{2}}}\cdot {\frac {S}{g}}}
mit
{\displaystyle S=} Spurweite in mm (hier gilt {\displaystyle S=1435}),
{\displaystyle g=} Erdbeschleunigung in m/s² (hier gilt {\displaystyle g=9{,}81}),
{\displaystyle 3{,}6={\frac {\mathrm {1\ m/s} }{\mathrm {1\ km/h} }}},
{\displaystyle 1{,}05} ist eine zusätzliche Toleranz-Marge, diese Zahl gilt nur für Strecken in Normalspur mit {\displaystyle S=1435}.
Damit wurde die zulässige Geschwindigkeit in Gleisbögen erhöht und dabei die zulässige Seitenbeschleunigung von 0,65 m/s² auf 0,85 m/s² angehoben.
Die Betriebsordnung (BO) sah 1925 in § 66 einen festen Zusammenhang von Krümmungshalbmesser und zulässiger Geschwindigkeit vor. Die größte zulässige Geschwindigkeit, 120 km/h, erforderte auf Hauptbahnen einen Halbmesser von 1300 m, die geringste noch zulässige Geschwindigkeit waren 45 km/h (bei 180 m Halbmesser).

### Beispiele

#### Bis 300 km/h
Anhand der Formel aus der EBO ergeben sich folgende beispielhafte Maximalgeschwindigkeiten für Deutschland (nach unten gerundet). Es ist zu beachten, dass auf Weichen geringere Geschwindigkeiten zulässig sind. Als Überhöhungsfehlbetrag wird in der Tabelle der in Deutschland bis 300 km/h übliche Standardwert von 130 mm angenommen. Als Überhöhung sind maximal 180 mm zulässig.
|            |        | Bogenhalbmesser | Bogenhalbmesser | Bogenhalbmesser | Bogenhalbmesser | Bogenhalbmesser | Bogenhalbmesser | Bogenhalbmesser | Bogenhalbmesser | Bogenhalbmesser |
| 30 m       | 50 m   | 100 m           | 200 m           | 500 m           | 1000 m          | 2000 m          | 3440 m          | 3800 m          |                 |                 |
| ---------- | ------ | --------------- | --------------- | --------------- | --------------- | --------------- | --------------- | --------------- | --------------- | --------------- |
| Überhöhung | 010 mm | 18 km/h         | 24 km/h         | 34 km/h         | 48 km/h         | 077 km/h        | 108 km/h        | 154 km/h        | 202 km/h        | 212 km/h        |
| Überhöhung | 020 mm | 19 km/h         | 25 km/h         | 35 km/h         | 50 km/h         | 079 km/h        | 112 km/h        | 159 km/h        | 209 km/h        | 219 km/h        |
| Überhöhung | 050 mm | 21 km/h         | 27 km/h         | 39 km/h         | 55 km/h         | 087 km/h        | 123 km/h        | 174 km/h        | 229 km/h        | 240 km/h        |
| Überhöhung | 080 mm | 23 km/h         | 29 km/h         | 42 km/h         | 59 km/h         | 094 km/h        | 133 km/h        | 188 km/h        | 247 km/h        | 260 km/h        |
| Überhöhung | 100 mm | 24 km/h         | 31 km/h         | 44 km/h         | 62 km/h         | 098 km/h        | 139 km/h        | 197 km/h        | 258 km/h        | 272 km/h        |
| Überhöhung | 150 mm | 26 km/h         | 34 km/h         | 48 km/h         | 68 km/h         | 108 km/h        | 154 km/h        | 217 km/h        | 285 km/h        | 300 km/h        |
| Überhöhung | 180 mm | 28 km/h         | 36 km/h         | 51 km/h         | 72 km/h         | 114 km/h        | 162 km/h        | 229 km/h        | 300 km/h        | 000–            |

#### Über 300 km/h
Falls die Strecke von Zügen ohne Neigetechnik befahren wird, ist über 300 km/h ein maximaler Überhöhungsfehlbetrag von 100 mm zulässig. Nimmt man diesen und die maximale Überhöhung von 180 mm als Grundwert, ergeben sich beispielhaft folgende minimale Bogenhalbmesser:
- 3799 m für 301 km/h
- 5163 m für 350 km/h
- 6743 m für 400 km/h
- 10536 m für 500 km/h

## Straßenverkehr
Bei Straßen treten die kleinsten Radien oft in Kehren von Serpentinen – stärker für die innenliegende Fahrspur – oder innerorts etwa bei Abbiegerelationen an Kreuzungen oder Umfahrung eines Gebäudeecks auf.
Bei kleinen Radien ist die Schleppkurve der längstmöglichen Kraftfahrzeuge – Bus, Sattelzug, Lkw-Zug – zu berücksichtigen, die den erhöhten Breitenbedarf längs eines gekurvten Weges aufzeigt. In beengt angelegte Parkplätze wird mit frontgelenkten Fahrzeugen platzeffizienter rückwärts ein- und vorwärts ausgeparkt. Sicht nach hinten und das Rückwärtsfahren mit ein- und besonders zweigelenkigen Fahrzeugzügen stellen höhere Anforderungen an den Lenker.
Damit die Haftreibung die nötige Zentripetalkraft übertrifft, muss (auf ebener Straße) folgende Ungleichung erfüllt sein:
{\displaystyle v^{2}/r<g\cdot \mu }
{\displaystyle \mu =} Haftreibungskoeffizient
{\displaystyle g=} Erdbeschleunigung